# Bartholomeus Breenbergh
Bartholomeus Breenbergh (før 13. november 1598 – efter 3. oktober 1657) var en hollandsk maler af italienske landskaber under den hollandske guldalder, han var aktiv i Rom (1619-1630) og Amsterdam (1630-1657).
Hans eneste registrerede elev er Jan de Bisschop, der var hans elev fra 1640'erne til 1648. Han påvirkede dog malerne Jan Linsen, Scipione Compagno, Laurens Barata, Charles Cornelisz. de Hooch, Pieter Anthonisz. van Groenewegen, Francois van Knibbergen og Catharina van Knibbergen.